# 뢰첸탈

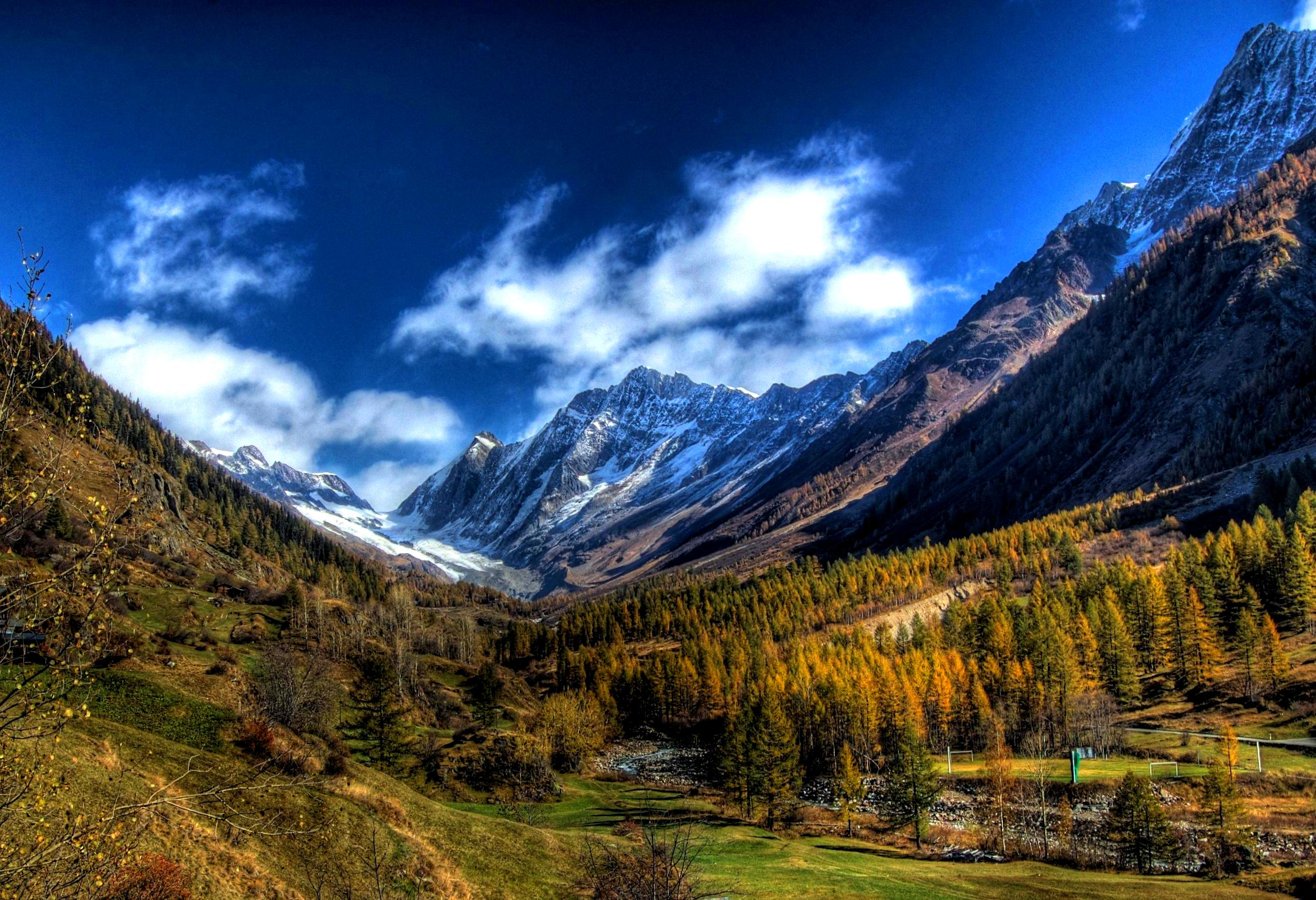
스위스 알프스 내의 뢰첸탈

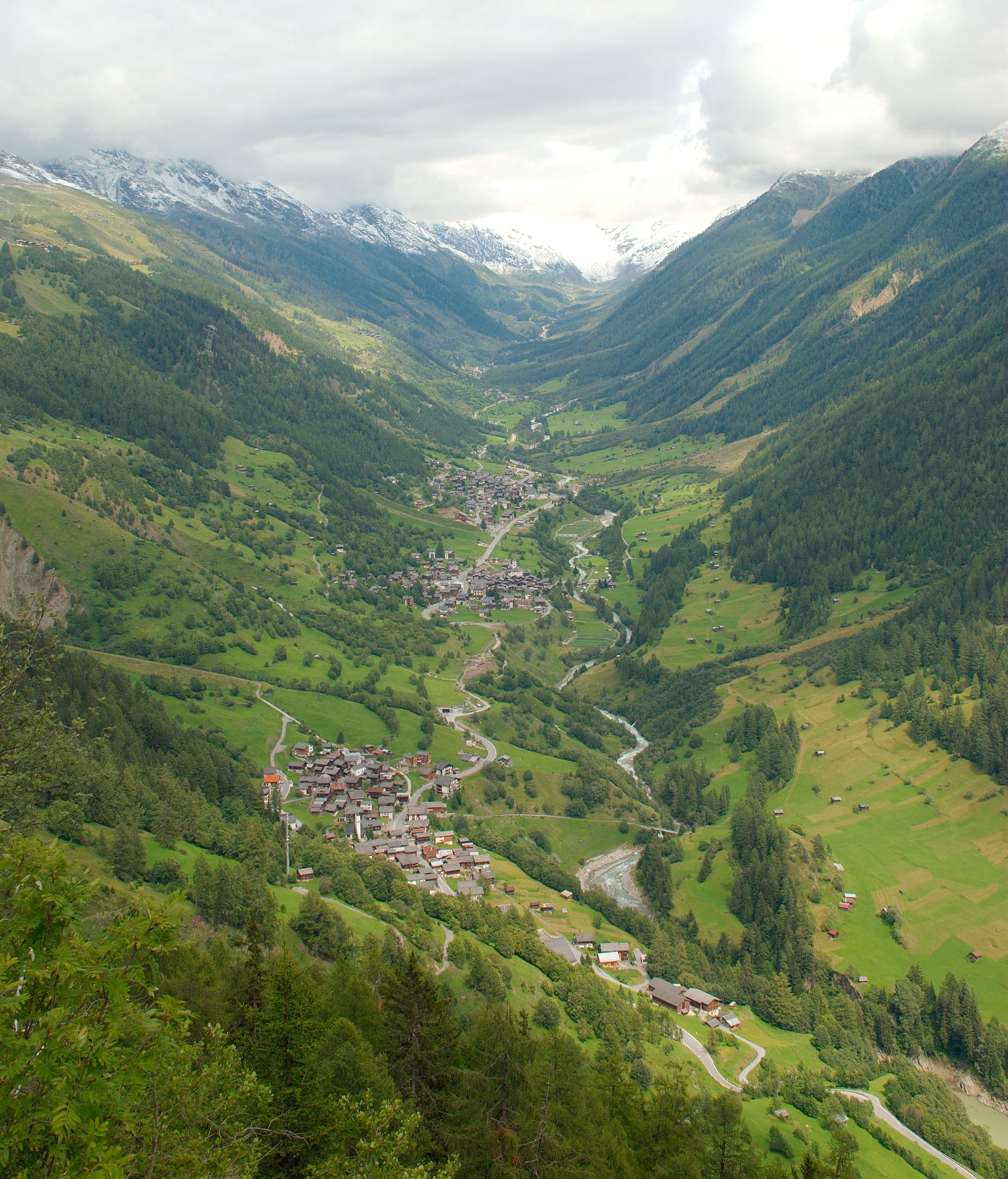
페르덴의 서쪽에서 동쪽으로 본 풍경

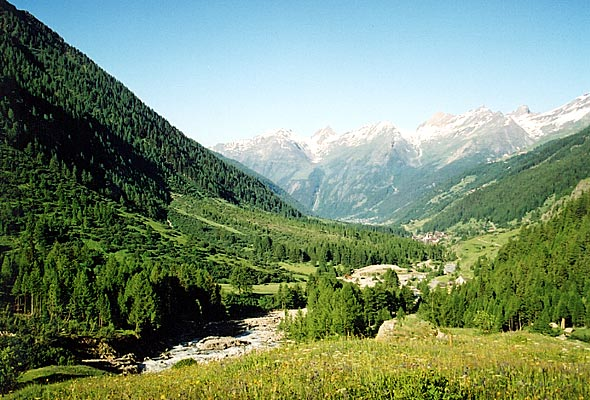
파플러알프에서 본 뢰첸탈 풍경

뢰첸탈(Lötschental) 또는 뢰첸 계곡(Lötschen Valley)은 스위스 발레주의 론 계곡 북쪽에 있는 가장 큰 계곡이다. 이 고개는 베른 알프스에 있으며, 론차(Lonza)는 랑글레처(Langgletscher, 글자그래로 긴 빙하. Long Glacier) 내의 근원에지서 계곡을 따라 내려간다.(뢰첸 고개, Lötschen Pass)

## 지리
계곡은 랑글레처 정상의 뢰첸뤽케(Lötschenlücke, 3,178m)에서 슈테그(Steg)/감펠(Gampel, 630m)의 계곡 입구까지 약 27km 연장된다. 비에취호른(Bietschhorn, 3,934m), 호켄호른(Hockenhorn, 3,293m), 빌러호른(Wilerhorn, 3,307m), 페터슈그라트(Petersgrat, 3,205m) 등 3,000m 높이의 산으로 둘러싸여 있다. 융프라우-알레취 보호지역은 스위스 알프스에서 가장 빙하가 많은 지역으로 2001년 12월 13일 뢰첸탈 남부 및 동부와 함께 유네스코의 결정에 따라 세계자연유산으로 지정되었다.
뢰첸탈의 주요 마을은 빌러(Wiler)와 키펠(Kippel)로 각각 538명과 383명의 주민이 있다. 계곡의 다른 마을로는 퍼덴(Ferden)과 블라텐(Blatten)이 있다. 전체적으로 계곡에는 약 1,500명의 주민이 있다.

## 역사
뢰첸탈은 로마 시대에 처음 정착했을 가능성이 있지만 20세기 초까지 외부 세계와 크게 차단된 상태로 남아 있었다. 계곡은 1907년에서 1913년 사이에 뢰취베르크반(Lötschbergbahn)이 건설되어 국제 철도 노선에 연결될 때까지 특히 겨울 동안 외딴 곳이라 접근이 어려웠다.
주로 농업과 소 및 양 사육을 포함하는 전통적인 농업은 제2차 세계 대전 이후 블라텐으로 가는 도로가 확장되면서 사라지기 시작했다. 특히 1972년 빌러에서 라우처알프까지 케이블카가 건설된 이후로 관광업이 계곡의 주요 산업으로 기능하게 되었다. 이 리프트는 60명만 수용할 수 있었고 나중에 100명 중 1명으로 교체되었다. 뢰첸탈은 이제 호헨베그(Höhenweg)와 같은 많은 트랙이 있는 하이킹과 노르딕 및 알파인 스키, 썰매 및 스노슈잉을 포함한 겨울 스포츠를 즐길 수 있는 휴양지가 되었다. 2003년 11월, 간덱(Gandegg)에서 새로운 곤돌라 리프트 호켄호른그라트(Hockenhorngrat)가 개방되어 밀리바흐글레처(Milibachgletscher)와 뢰첸 고개에 접근할 수 있었다. 2017년 12월에는 원래 60년 ~ 70년대에 지어진 오래된 의자와 드래그 리프트를 교체하는 6인승 체어리프트가 케이블카 역 꼭대기에서 슈타펠(Stafel)까지 개통되었다.
라우체른알프(Lauchernalp)와 피쉬비엘(Fischbiel)은 현재 임대용 침대 1,500개, 레스토랑 5개, 호텔 1개를 보유하고 있다. 리프트 시스템은 1,000m 이상의 수직 낙하와 33km의 스키 활주로 다양한 스키 지형을 지원한다.
라우체른알프 스키 지역은 알파인 스키의 모든 분야에서 FIS 인증 레이스 코스를 보유하고 있으며 1974년 스위스 내셔널 챔피언십이 개최된 곳이다.

## 첵게떼
뢰첸탈은 소위 첵게떼(Tschäggättä)라고 하는 독특한 지역 관습으로 유명하다. 모피와 조각된 나무 가면을 쓴 무서운 인물이 카니발 기간 동안 구경꾼에게 그을음을 던지며 거리를 걷고 있다. 정확한 기원에 대해서는 논쟁의 여지가 있지만, 상대적으로 고립된 계곡의 역사 동안 개발된 관습이라고 추정된다. 첵게떼에 대한 최초의 공식 언급은 1860년에 작성된 키펠의 교회 연대기에서 발생하며 지역 원장이 소위 “첵게떼의 끔찍한 오용” 금지를 시행하는데 어려움을 한탄하는 것을 목격한다.